# Cucullia pallidicolor
Cucullia pallidicolor är en fjärilsart som beskrevs av Antonius Johannes Theodorus Janse 1939. Cucullia pallidicolor ingår i släktet Cucullia och familjen nattflyn. Inga underarter finns listade i Catalogue of Life.